# Galvanokaustik (Metallbearbeitung)
In der Technik bezeichnet man als Galvanokaustik oder galvanisches Gravieren ein kombiniertes Ätzverfahren, das sowohl eine chemische als auch eine galvanische Reaktion beinhaltet. Gegenüber dem gewöhnlichen Ätzen bietet die Galvanokaustik den Vorteil, dass eine nur ganz schwache Ätzflüssigkeit angewandt wird, wodurch ein Unterfressen der Linien der Zeichnung vermieden wird. Eine Metallplatte aus Kupfer oder Stahl wird mit Deckgrund überzogen, in den man die Zeichnung radiert (bis auf das Metall freilegt). Die Platte wird dann in eine schwache Kupfervitriollösung oder stark verdünnte Schwefelsäure gehängt und mit dem positiven Pol einer Spannungsquelle verbunden. Der negative Pol befindet sich an einer Eisenplatte (unedleres Metall). Das Metall der Kupferplatte löst sich an allen nicht bedeckten Stellen der Platte und ergibt eine Vertiefung an diesen Stellen.
Die Einfärbung der Platte kann dann als Hochdruckverfahren oder Tiefdruckverfahren erfolgen. In der Regel werden damit Walzen graviert, die für den Druck von Geweben, Tapetenrollen usw. verwendet werden.